# Санчес, Маркос
Маркос Анибаль Санчес Муллинс (исп. Marcos Aníbal Sánchez Mullins; род. 23 декабря 1989, Панама, Панама) — панамский футболист, полузащитник клуба «Тауро» и сборную Панамы.

## Клубная карьера
Санчес начал карьеру в клубе «Тауро». 26 января 2010 года в матче против «Арабе Унидо» он дебютировал в чемпионате Панамы. 3 октября в поединке против «Арабе Унидо» Маркос забил свой первый гол за «Тауро». В начале 2013 года Санчес на правах аренде перешёл в американский «Ди Си Юнайтед». 3 марта в матче против «Динамо Хьюстон» он дебютировал в MLS. После окончания аренды Маркос вернулся в «Тауро».
В конце 2013 года Санчес перешёл в венесуэльский «Депортиво Тачира». 12 января в матче против «Депортиво Ла-Гуайра» он дебютировал в венесуэльской Примере. В 2015 году Маркос на правах аренды выступал за «Португесу».
В начале 2016 года Санчес вернулся в Панаму, перейдя в «Спортинг Сан-Мигелито».
Летом 2016 года Санчес перешёл в «Атлетико Верагуэнсе».
В конце 2016 года Санчес вернулся в «Тауро».

## Международная карьера
15 января 2011 года в матче Центральноамериканского кубка против сборной Белиза Санчес дебютировал за сборную Панамы. 11 января 2013 года в поединке против сборной Гватемалы он забил свой первый гол за национальную сборную.
В 2013 году Маркос помог сборной выйти в финал Золотого кубка КОНКАКАФ. На турнире он сыграл в матчах против сборных Мартиники, Канады, США, Кубы и дважды Мексики.
В 2019 году Санчес был включён в состав сборной Панамы на Золотой кубок КОНКАКАФ.

### Голы за сборную Панамы
| #   | Дата           | Место                                      | Противник | Счёт | Результат | Соревнование                      |
| --- | -------------- | ------------------------------------------ | --------- | ---- | --------- | --------------------------------- |
| 01. | 11 января 2013 | Роммель Фернандес, Панама, Панама          | Гватемала | 2:0  | 3:0       | Товарищеский матч                 |
| 02. | 23 января 2013 | Национальный стадион, Сан-Хосе, Коста-Рика | Гондурас  | 1:0  | 1:1       | Центральноамериканский кубок 2013 |

## Достижения
Международные
 Панама
- Золотой кубок КОНКАКАФ — 2013